# Trận Kabul (2010)
Trận Kabul là một cuộc đụng độ giữa các lực lượng Taliban và do NATO lãnh đạo và chính quyền trung ương Afghanistan, diễn ra ngày 18 tháng 1 năm 2010 tại thành phố Kabul, Afghanistan. Một loạt các cuộc tấn công của Taliban, mục tiêu là các nơi tượng trưng quyền lực tại Kabul (Dinh Tổng thống, Bộ Tư pháp, Tài chính và Mỏ, Ngân hàng Trung ương), bị phá hủy sau vài giờ giao tranh. Tuy nhiên, sự thành công của Liên quân không thể giấu được một sự thật là các tay du kích đã hồi phục được lối vào thủ đô.
Trận đánh bắt đầu khoảng 10:00 sáng khi một nhóm 20 quân chiến đấu Taliban thâm nhập vào thành phố mở cuộc tấn công vào dinh tổng thống và khách sạn có người phương Tây ra vào thường xuyên. Có sự hỗ trợ của một số kẻ đánh bom tự sát, quân Taliban nhanh chóng chiếm một thương xá Faroshga nhìn qua tòa nhà của Tổng thống Hamid Karzai, sau đó phóng hỏa tầng thứ hai và thứ ba, và Khách sạn Serena. Hàng trăm quân lính từ chính quyền trung ương sau đó được gọi tiếp viện xung quanh khu thương xá, nơi những kẻ tấn công bị phong tỏa. Các quân tiếp viện chủ yếu là binh sĩ Afghanistan và một đơn vị của New Zealand. Các cuộc tấn công chống đỡ của họ cuối cùng đánh bật quân Taliban ra khỏi khu thương xá và buộc phải phân tán bên trong thành phố. Các trận đánh chấm dứt vào khỏng 15:00 và nhóm quân chính của Taliban xoay xở trốn thoát được.
Hậu quả của trận đánh theo NATO khiến 12 đến 15 người bị giết (7 đến 10 quân Taliban kể cả bốn hoặc 5 kẻ nổ bom, 3 đến 4 thành viên lực lượng an ninh và 1 đến 2 dân thường) và 60 tới 71 người bị thương. Tuy nhiên, dân chúng bất ngờ bởi một sự thật là Taliban đã giết người tương đối ít và ngày càng nhận thức thấy sự bất lực của chính quyền trung ương.